# Далем (Северен Айфел)
Далем (на немски: Dahlem) е град и община в окръг Ойскирхен. Има най-ниския брой жители и гъстота на населението от всички общини в Северен Рейн-Вестфалия. Намира се в северната част на планината Айфел.